# Marvyn (Alabama)
Marvyn es un área no incorporada ubicada en el condado de Lee en el estado estadounidense de Alabama.

## Geografía
Marvyn se encuentra ubicada en las coordenadas 32°26′20″N 85°21′50″O / 32.43889, -85.36389.